# Царевић Петар
Царевић Петар је био синовац татарског цара Беркаја.
Када је 1253. године од ростовског епископа Кирила чуо за Исуса Христа и када је, како хришћани верују, видео чудесно исцељење сина Беркајевог помоћу молитве епископа Кирила, он је оставио потајно Златну хорду и дошао у Ростов. У Ростову се крстио, и предао се подвигу и изучавању хришћанства. У хришћанској традицији помиње се да је једном заноћио на обали језера, и да су му се у сну јавили апостоли Петар и Павле и наредили му, да сагради цркву у њихово име на том месту, а да су му апостоли дали новац у ту сврху. Петар је заиста саградио ту храм, у коме се и сам под старост, после смрти своје супруге, замонашио. Преминуо је у дубокој старости 29. јуна (12. јула) 1290. године а његова црква постала је Петровски манастир.
Српска православна црква слави га 30. јуна по црквеном, а 13. јула по грегоријанском календару.